# Helsinki Open 2013
Die Helsinki Open 2013 fanden vom 5. bis zum 6. Oktober 2013 in Helsinki statt. Es war die siebente Austragung dieser internationalen Meisterschaften von Finnland im Badminton.

## Sieger und Platzierte
| Disziplin    | Gold                              | Silber                          | Bronze                           |
| ------------ | --------------------------------- | ------------------------------- | -------------------------------- |
| Herreneinzel | Kasper Lehikoinen                 | Mika Köngäs                     | Stanislav Pukhov                 |
| Herreneinzel | Kasper Lehikoinen                 | Mika Köngäs                     | Denis Grachev                    |
| Dameneinzel  | Ksenia Polikarpova                | Getter Saar                     | Karoliine Hõim                   |
| Dameneinzel  | Ksenia Polikarpova                | Getter Saar                     | Olga Fomina                      |
| Herrendoppel | Denis Grachev Sergey Sirant       | Mika Köngäs Oskari Saarinen     | Jesper von Hertzen Jonas Nielsen |
| Herrendoppel | Denis Grachev Sergey Sirant       | Mika Köngäs Oskari Saarinen     | Henrik Hakulinen Mika Koskenneva |
| Damendoppel  | Karoliine Hõim Ksenia Polikarpova | Mathilda Lindholm Jenny Nyström | Hanna Karkaus Annmarie Oksa      |
| Damendoppel  | Karoliine Hõim Ksenia Polikarpova | Mathilda Lindholm Jenny Nyström | Sonja Pekkola Sanni Rautala      |
| Mixed        | Denis Grachev Ksenia Polikarpova  | Ilkka Nyqvist Mathilda Lindholm | Mika Koskenneva Noora Virta      |
| Mixed        | Denis Grachev Ksenia Polikarpova  | Ilkka Nyqvist Mathilda Lindholm | Lauri Nuorteva Sanni Rautala     |